# Johannes Michael Budorensis
Johannes Michael Budorensis bzw. Johannes Michael, Johann Michael oder Johannes Michael aus Büderich (* 15. Jahrhundert in Büderich; † nach 1514) war ein deutscher Gelehrter, Astronom und Herausgeber. Er wirkte zwischen 1499 und 1514 in Venedig.

## Leben

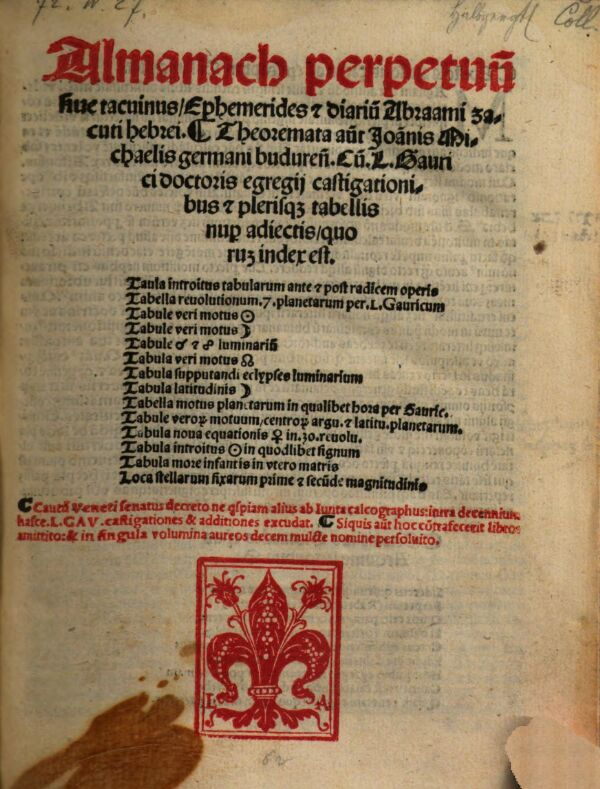
Deckblatt des Almanach perpetuum

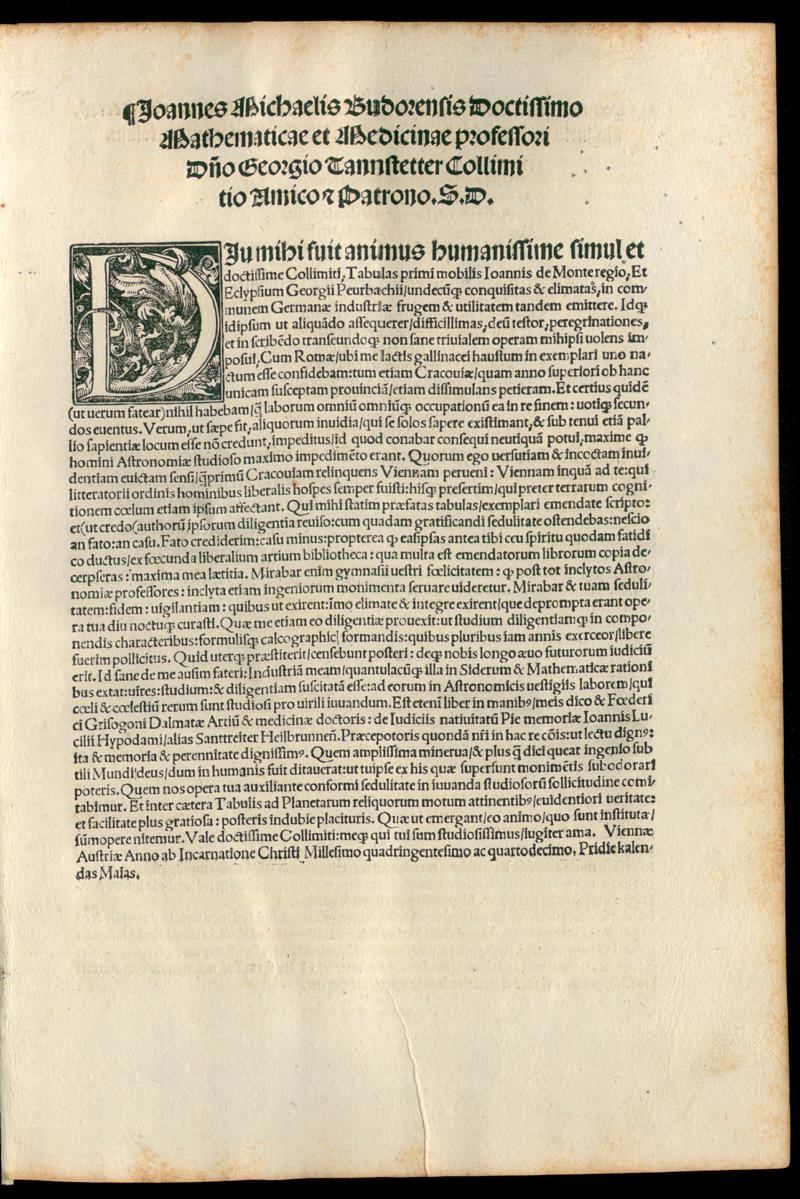
Tabulae eclypsium

Über seine Herkunft und Ausbildung ist wenig bekannt. Bevor er in Venedig wirkte, war er in Rom und Krakau aktiv. In Italien lernte er möglicherweise Domenico Maria da Novara kennen. Er bezeichnete sich selbst als Schüler des Johannes Lucilius, welcher von 1482 an im Verlag Erhard Ratdolts in Venedig tätig war und u. a. Werke des Regiomontanus herausgab. 
Johannes Michael Budorensis verfasste Kommentare zu Abraham Zacutos Almanach perpetuum, den er 1499 bzw. 1502 in Venedig herausgab. Bei dem Werk handelt es sich um sogenannte Planetentafeln, mit denen man die Positionen der Planeten vorausberechnen konnte. Darüber hinaus stand er im Kontakt mit Georg Tannstetter und half 1514 in Wien bei der Herausgabe von Peuerbachs Tabulae Eclypsiũ und Regiomontanus Tabula primi mobilis.

## Werke
- Abraham Zacuto: Almanach perpetuum exactissime nuper emendatum omnium celi motuum cum additionibus in eo factis tenens complementum., Venedig, 1502
- Georg von Peuerbach: Tabulae Eclypsiũ Magistri Georgij Peurbachij. Tabula Primi mobilis Joannis de Monte ..., Wien, 1514